# 崔雲教
崔 雲教（チェ・ウンギョ、朝鮮語: 최운교/崔雲敎、1900年9月19日 - 1987年3月8日）は、日本統治時代の朝鮮および大韓民国の官僚、政治家。唐津郡郡守、論山郡郡守、制憲韓国国会議員。

## 経歴
忠清南道燕岐郡出身。鳥致院大東初等学校を経て、1927年、朝鮮総督府施行の普通文官試験に合格した後、忠南産業書記、内務部農務科・朝鮮総督府・論山郡・燕岐郡・瑞山郡・青陽郡・天安郡・朝鮮道立病院・大田医院で勤務した。解放後は唐津郡守、論山郡守、論山郡農会長、論山郡選出の国会議員、憲法委員、大韓赤十字社忠南支社支社長を務めた。
1987年3月8日、鳥致院邑の自宅で持病により死去。享年88。